# Perjiva kamathi
Perjiva kamathi là một loài tò vò trong họ Ichneumonidae.